# Yakob Mar Elias
Eliasz (ur. 24 lutego 1953) – duchowny Malankarskiego Kościoła Ortodoksyjnego, od 2010 biskup Brahmavaru. Sakrę biskupią otrzymał 12 maja 2010.